# 美洲木棉
美洲木棉，又名吉贝、吉貝木棉、爪哇木棉，为锦葵科木棉亚科美洲木棉属的植物。

## 形态
落叶大乔木，高可達30公尺，徑25~50公分；樹幹通直，初為綠色，具有多數的瘤刺，老則為灰褐色，且無針刺；樹枝水平伸展，輪生，綠色；掌状复叶有长柄，小叶5～8枚；春季开白色或淡红色花；长圆状椭圆形木质的蒴果五裂，果瓣内密生丝状绵毛。

## 分布
原产热带美洲，后又引入热带非洲、亚洲，包括中国大陆的广东、广西、云南等地。

## 用途
- 行道樹及園景樹：具有繁殖易、生長速、開花美麗之特性，故常植為行道樹及園景樹。
- 日常用材：種子為棉毛包被，其棉毛纖維較滑且脆，不適合紡織，但浮力極大且不易吸收水分，可做救生衣及家庭用品，如枕心、椅墊的填充料；木材作木屐、火柴棒；木棉籽可以榨油，製造肥皂，榨剩的棉籽餅用作肥料或飼料。
- 食用：花蕾和花瓣可供食用。
- 藥用：性味：樹皮：辛、苦、涼。效用：葉：用以治療腹痛；樹皮：催吐劑；根：治療痲瘋病。

## 图片

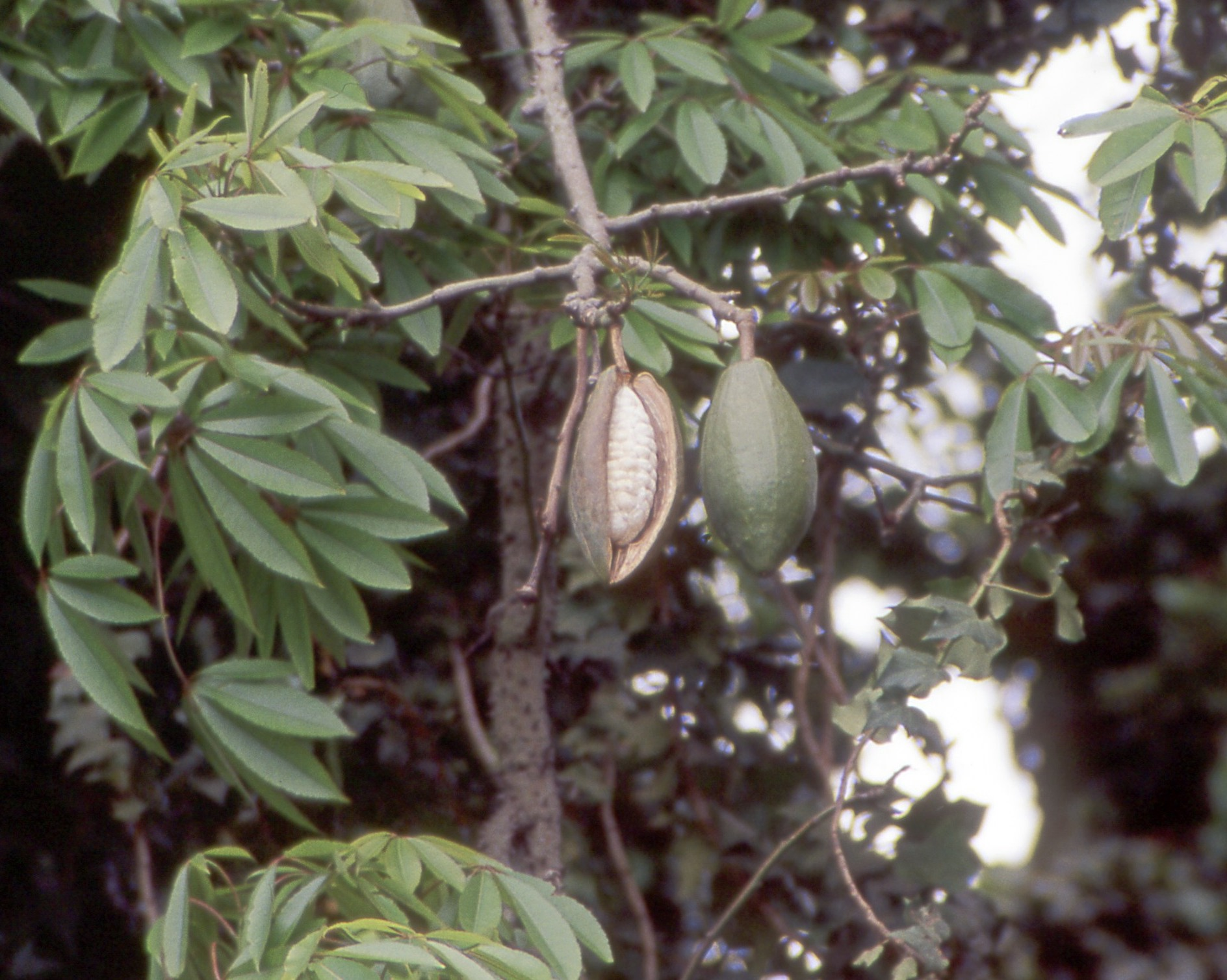
美洲木棉的荚果，可看到内部纤维
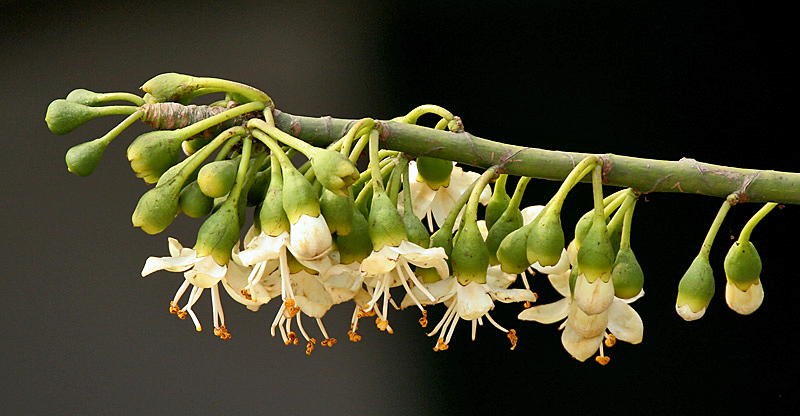
美洲木棉的花，摄於印度西孟加拉邦加尔各答
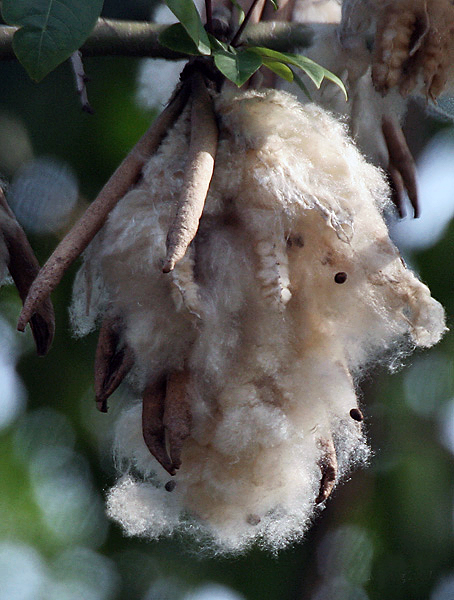
包裹在纤维内的种子，摄於印度西孟加拉邦加尔各答